# 7262 Софуе
7262 Софуе (7262 Sofue) — астероїд головного поясу, відкритий 27 січня 1995 року.
Тіссеранів параметр щодо Юпітера — 3,546.
Названо на честь Софуе (яп. そふえ(祖父江) софуе).